# Sporisorium panici
Sporisorium panici är en svampart som först beskrevs av E. Mackinnon, och fick sitt nu gällande namn av Vánky 2001. Sporisorium panici ingår i släktet Sporisorium och familjen Ustilaginaceae.   Inga underarter finns listade i Catalogue of Life.